# اشمیرن
اشمیرن (به آلمانی: Schmirn) یک منطقهٔ مسکونی در اتریش است که در اینسبروک لند واقع شده‌است. اشمیرن ۶۲٫۷ کیلومتر مربع مساحت دارد ۱٬۴۰۷ متر بالاتر از سطح دریا واقع شده‌است.